# گری گرین (ورزشکار)
گری گرین (انگلیسی: Gary Green؛ زادهٔ ۱۴ ژانویهٔ ۱۹۶۲) بازیکن بیس‌بال اهل ایالات متحده آمریکا است.
از باشگاه‌هایی که در آن بازی کرده‌است می‌توان به تگزاس رنجرز اشاره کرد.
وی در مسابقات کشوری و بین‌المللی در مجموع برندهٔ ۱ مدال نقره شده‌است.